# V-Rally 2

V-Rally 2 (numit și Need for Speed: V-Rally 2 și Test Drive V-Rally) este un joc de raliuri dezvoltat de Eden Games pentru PlayStation, Windows și publicat de Infogrames Entertainment. A fost lansat în 1999.
1. ↑  redump.org